# Zhang Zongchang
Zhang Zongchang (en chino tradicional, 張宗昌; en chino simplificado, 张宗昌; pinyin, Zhang Zongchang; Wade-Giles, Chang Tsung-chang) (1881 - 3 de septiembre de 1932), apodado el "general comedor de carne de perro" y "Chang el del cañón del 72", fue un caudillo militar chino de Shandong a comienzos de la era republicana en China. La revista Time lo calificó como el "caudillo militar más rastrero" de China.

## Comienzos
Nacido en la pobreza en (Wade-Giles, Chu-chia-ts’un), en el Condado de Yi (actualmente Laizhou) en Shandong, Zhang comenzó a trabajar con su padre, trompetista y afeitador de cabezas, a los doce años.
A mediados de la década de 1890, la familia se mudó al sur de Manchuria, probablemente por penuria.
Allí Zhang encontró trabajo en un garito de juego en Harbin, asociándose pronto con rateros y carteristas. Muy alto y fornido, Zhang se desenvolvió bien en el ambiente de frontera de Manchuria.
Trabajó en las minas de Jilin y más tarde se convirtió en vagabundo. Se convirtió en bandido y durante la Guerra Ruso-Japonesa combatió del lado ruso, volviendo al bandidaje tras la contienda.
Según sus biógrafos, durante la Revolución de Xinhai de 1911 mandó una banda armada favorable a la república desde Kwantung hasta su Shandong natal, siendo entonces ya un combatiente experimentado. Su banda pasó más tarde a las cercanías de Shanghái, donde se unió a un regimiento republicano. Recibió pronto el mando del regimiento y su puesto se tornó oficial en la restructuración posterior del gobernador militar de Jiangsu. En 1911 su unidad pasó al noroeste de la provincia para dedicarse a la supresión del bandidaje. En 1913 fue nombrado general de división. Entre esa fecha y 1916 sirvió a las órdenes del gobernador militar de Jiangsu, Feng Guozhang, posterior fundador de la camarilla de Zhili a la muerte de Yuan Shikai.
Tras ser nombrado Feng presidente en 1917, Zhang le acompañó a la capital como su principal edecán. Durante la corta presidencia de Feng, Zhang fue inspector de instrucción militar en el ministerio de Defensa, hasta finales de 1918. Durante esta época, viajó a Manchuria para encargarse de la situación de los refugiados rusos contrarrevolucionarios, de los que luego se serviría, y a su provincia natal, donde su madre había sido vendida por su padre en un momento de necesidad. Zhang, ya opulento, trató de hacerla regresar a la casa familiar, sin éxito, cosa que lamentó por su apego a la tradición.
En 1918, durante la guerra contra el Movimiento de Protección de la Constitución de Sun Yatsen y los caudillos militares del sur, Zhang fue enviado con la 6ª Brigada Mixta a combatir a los rebeldes. A cargo de una división a partir de 1919, quedó destinado en Jiangxi hasta 1921, sin destacar particularmente.

## Ascenso

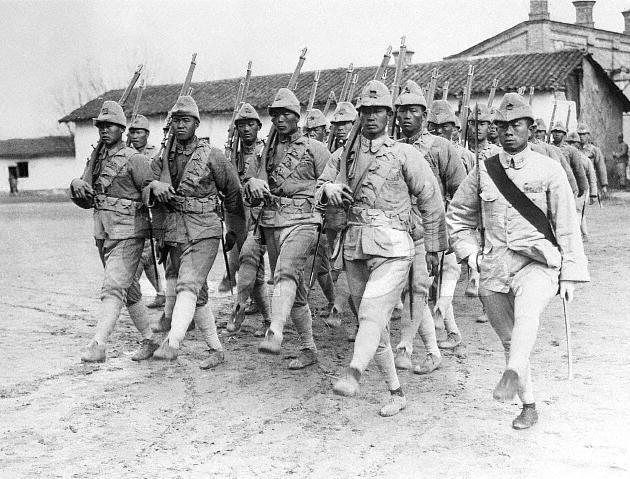
Soldados de Zhang en 1924.

Su suerte cambió cuando regresó a Manchuria en 1922, para servir al caudillo local, Zhang Zuolin, que controlaba la región.
Le acusó buena impresión, circulando el rumor de haberse ganado la simpatía de Zhang al enviarle por su cumpleaños unos cestos de culi vacíos y no aparecer por la misma, a diferencia de sus otros seguidores que le halagaron con caros regalos. Zhang Zuolin quedó desconcertado hasta que el propósito del don se entendió: las canastas vacías de Zhang Zongchang daban a entender que era un hombre dispuesto a asumir cualquier responsabilidad pesada que el caudillo le confiase. Fue recompensado posteriormente con un puesto de mando en su ejército, aunque sólo después de mostrar su valía militar en combate Zhang Zongchang se decidió a visitar a su superior.
Fue enviado a aplastar una rebelión en Jilin y más tarde se le encargó el mando de las tropas rusas del caudillo de Manchuria, por su pasada experiencia con los rusos. En noviembre de 1922 la mayoría de las tropas contrarrevolucionarias habían pasado a Manchuria. Allí fueron desarmadas en internadas en campos a cargo de Zhang.

## Cacique de Shandong

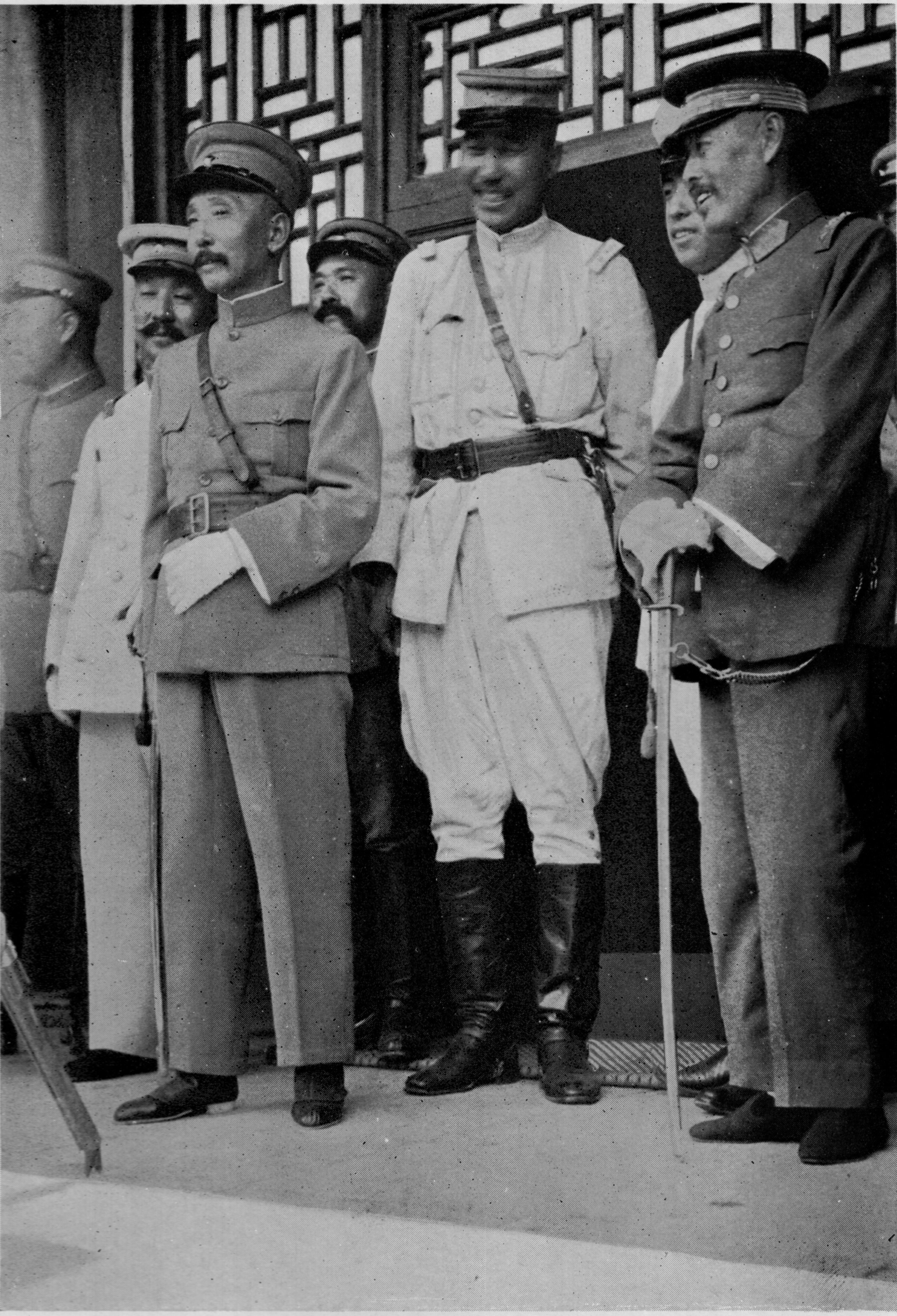
Reunión de vencedores en Pekín en junio de 1926:a la izquierda Zhang Zuolin, a la derecha Wu Peifu, en el centro entre los dos Zhang Zongchang, que controlaba Shandong. Tras Wu se vislumbra al hijo y sucesor de Zhang Zoulin, Zhang Xueliang.

En 1924 participó en la Segunda Guerra Zhili-Fengtian al mando de la 1ª División de la camarilla de Fengtian y ayudó a la partición de Shanghái entre las dos fuerzas enfrentadas. Hábil militar, sus tropas vencieron en los enfrentamientos. Sus fuerzas fueron las primeras en entrar en Tianjin y Pekín, tras el golpe de Pekín de Feng Yuxiang que permitió a la camarilla de Fengtian derrotar a su rival de Zhili, que había traicionado Feng.
Nombrado comandante de las fuerzas que debían instalar a un nuevo gobernador militar en Jiangsu favorable a los vencedores de la contienda entre camarillas, partió al sur en diciembre de 1924, tomando Nankín en enero del año siguiente. Al mes siguiente, logró instalar al gobernador militar mediante un acuerdo con su rival de la camarilla de Zhili, Sun Chuanfang. Mientras, Zhang controlaba Anhui, Shandong y la propia Jiangsu para la camarilla de Zhang Zuolin. En abril fue nombrado gobernador militar de su provincia natal, que ya controlaba de hecho. Controló a sus anchas la provincia hasta mayo de 1928.
Gobernó su provincia de forma autocrática y poco sensible con las necesidades de sus habitantes. Su régimen autoritario se caracterizó por la brutalidad y la rapiña, tanto para sostener sus tropas como para su lucro personal. Muchos de sus ayudantes eran corruptos y venales.
El aumento incesante en el número de sus tropas le llevó a mandar cerca de 100 000 hombres en 1927.
Esto hizo que implantase nuevas tasas y cobrase impuestos hasta con 10 años de adelanto, lo que le sirvió asimismo para aumentar su gran fortuna personal.
Entre sus fuerzas se contaba un contingente de 4.600 refugiados rusos blancos de la guerra civil rusa, con los que formó un regimiento de caballería, con uniformes y condecoraciones similares a los zaristas. Zhang Zongchang fue también uno de los primeros generales de China que incorporó mujeres a las fuerzas armadas a gran escala, incluso con un regimiento compuesto enteramente de enfermeras formado por rusas blancas. Las enfermeras rusas formaron a sus compañeras chinas, lo que resultó en una mayor eficiencia en el cuidado de los soldados heridos de Zhang, aumentando significativamente la moral y la capacidad de combate de las tropas del caudillo.
También formó una unidad especial de miles de niños de unos diez años, armados con rifles especiales en miniatura y mandada por su propio hijo.
Zhang viajaba a Shanghái frecuentemente con el hijo de Zhang Zuolin, el general Zhang Xueliang, lugar de esparcimiento de ambos caciques militares. Ambos hombres disfrutaban del opio, del que la ciudad era clave en el comercio de contrabando, y del que la economía de Fengtian se convirtió cada vez más en dependiente. En un incidente famoso en 1925, una disputa en la sede de Zhang sobre quién, entre un grupo de oficiales, debía recibir el mayor cobro por una transacción de opio llevó a un tiroteo que acabó con tres de ellos muertos.

## Últimas campañas

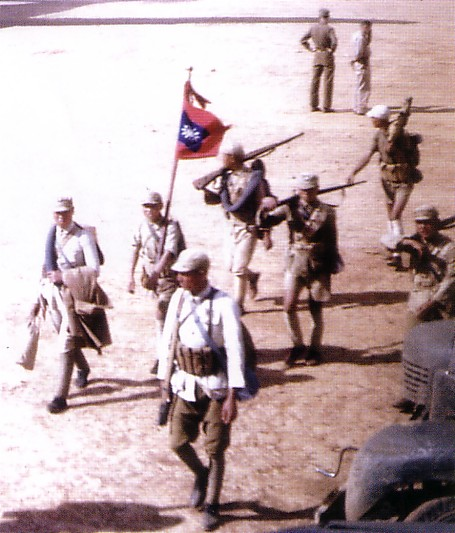
Soldados del Ejército Nacional Revolucionario del Guomindang, que acabaron por derrotar a Zhang Zongchang y los demás caudillos militares coaligados contra su Expedición al Norte, que reunificó teóricamente el país.

Participó de manera notable en la Guerra Anti–Fengtian, contribuyendo destacablemente en la derrota del antiguo aliado Feng Yuxiang y su Guominjun. En la primavera de 1926 sus tropas llevaron a cabo una brutal campaña de represión contra la Sociedad de las Lanzas Rojas en su provincia natal.
En 1927 reforzó a Sun Chuanfang en la zona de bajo Yangzi frente al Ejército Nacional Revolucionario del Guomindang, que avanzaba hacia el norte en su Expedición al Norte, tras derrotar a Wu Peifu en Wuhan. En febrero ambos caudillos montaron un frente común con cuartel general en Nankín, asaltando un buque soviético en el que capturaron información confidencial que más tarde se usó en el registro de la embajada en Pekín por su señor, Zhang Zuolin. Tras la derrota final de Wu Peifu en marzo Zhang hubo de replegarse, pasando en mayo a Zhili y Shandong por orden de Zhang Zuolin. El julio pasó a mandar uno de los dos ejércitos de la coalición de caudillos militares opuestos al Guomindang, logrando avanzar hasta el Yangzi hasta que la derrota de su colega Sun Chuanfang -que dirigía la otra fuerza- le obligó a retirarse.
En noviembre, durante una de sus habituales ejecuciones de prisioneros, ordenó matar a un oficial del Guominjun, acción que más tarde le llevaría a la muerte. En diciembre hubo de abandonar Xuzhou y regresar a Shandong ante los embates del Guominjun y el Guomindang.
En 1928 las tropas de Zhang Zongchang fueron derrotadas finalmente por el Guomindang. Zhang, cuyas tropas habían tardado en acatar la orden de retirarse a Manchuria del nuevo señor de la camarilla e hijo del recién asesinado Zhang Zuolin, Zhang Xueliangm fueron disueltas.
Zhang se instaló entonces en Mukden. Tras desavenencias con el nuevo caudillo de Fengtian a comienzos de 1929 se trasladó a la concesión japonesa de Dalian. Durante los primeros meses del año contó con apoyo japonés para retomar su provincia de Shandong. Tras desembarcar en la provincia sus tropas fueron derrotadas en abril, abandonando él la provincia y regresando a Dailan el 23 de abril de 1929.
Hubo de trasladarse entonces rápidamente a Japón por imposición de las autoridades japonesas, que no deseaban que permaneciese en Dailan. Vivía con su madre cuando volvió al candelero por disparar, supuestamente por accidente al príncipe Hsien Kai, primo del exemperador Puyi. De acuerdo con Zhang el arma que llevaba mientras estaba en la ventana de su hotel se disparó acertando al joven príncipe en la espalda, matándolo en el acto, aunque es más probable que matase al príncipe, conocido seductor, por intimar con una de sus muchas concubinas. Fue acusado y declarado culpable por un tribunal japonés, y se le ofreció la posibilidad de cumplir 15 días de prisión o pagar una multa de 150 dólares, eligiendo la multa.
Durante una visita a Shandong en 1932 fue asesinado por el sobrino de una de sus muchas víctimas, que recibió el indulto del gobierno del Guomindang.

## Carácter
El apodo de Zhang Zongchang «general carne de perro» provenía de su afición por los juegos de azar, especialmente por el juego del Pai Gow que en el nordeste de China se conoce como «comer carne de perro». Mantuvo entre treinta y cincuenta concubinas de nacionalidades diferentes, entre ellas coreanas, japonesas, rusas blancas, francesas y norteamericanas, cada una de las cuales con su número, ya que no podía recordar sus nombres ni hablar su idioma. Famoso por su frivolidad e impetuosidad (aunque alegre y pacífico), que también era liberal con los regalos y derrochaba dinero y concubinas con sus superiores y amigos. Como resultado, los comandantes de Zhang le fueron muy leales, algo que contribuyó a su éxitos marciales. Según la esposa de Wellington Koo:

Zhang era conocido en todas partes como "el de los Tres No sabe" (en chino, 三 不知; pinyin, san bu zhi). Decía que no sabía cuánto dinero tenía, cuántas concubinas, o cuántos hombres en su ejército.

Zhang Zongchang demostró ser uno de los caciques militares más capaces de la época, haciendo un uso efectivo de los trenes blindados tripulados por experimentados mercenarios rusos blancos.
Aun teniendo la reputación de ser el caudillo militar más brutal y despiadado del país, fue también uno de los más exóticos, dando lugar a numerosas anécdotas.